# ميناء دان دونغ
ميناء داندونغ (بالصينية: 丹东港) يقع في أقصى الجزء الشمالي من ساحل البر الرئيسي للصين في وسط شمال شرق آسيا ويقع الجزء الجنوبي على البحر الأصفر في جمهورية الصين الشعبية، وهو المدخل الوحيد إلى البحر في الجزء الشرقي من شمال شرق الصين، وهي أيضًا نقطة الانطلاق لبناء مبادرة «حزام واحد ، طريق واحد» في شمال البلاد، فتحت خدمات هذا الميناء للنقل البحري للبضائع إلى موانئ مختلفة في أكثر من 100 دولة بما في ذلك اليابان وكوريا الجنوبية والولايات المتحدة والبرازيل وروسيا.
يتكون ميناء دان دونغ حاليًا من 3 مناطق مينائية مقسمة كالتالي: منطقة ميناء دادونغ الأساسية ، ومنطقة ميناء لانغتو ، ومنطقة ميناء ييكوماو ، بإجمالي 53 رصيفًا. من بينها: هناك 4 أرصفة مخصصة للحبوب، رصيف واحد للركاب والبضائع، و 2 أرصفة آلية للفحم والخام، و 6 أرصفة للحاويات الخاصة، والباقي عبارة عن أرصفة للبضائع السائبة ذات وظائف متعددة. وأكبر رصيف فيها عبارة عن رصيف آلي للخام سعة 300 ألف طن، ومن بين الأرصفة التي تم تشييدها واستعمالها، 18 رصيفاً فوق 50 ألف طن.
في الوقت الحاضر، وصلت قدرة المناولة السنوية الشاملة لميناء داندونغ إلى ما يقرب من 200 مليون طن. تشمل أنواع البضائع الرئيسية عديدة ومنها خام الحديد المستورد، وفحم الكوك، وفول الصويا، والأخشاب، والحاويات، وما إلى ذلك، وتصدير الخامات غير المعدنية، ومواد البناء المعدنية، والذرة، والأرز، والمنتجات المائية، الصلب والحاويات وغيرها، يدخل ويخرج ما يقرب من 200000 مسافر دولي إلى الميناء كل عام، يخدم ميناء داندونغ المناطق النائية الشاسعة لأربع مقاطعات لياونينغ وجيلين وهيلونغجيانغ ومنغوليا الداخلية، ويمكن تفريغ البضائع السائبة مثل الحبوب والفحم والخام والصلب والأخشاب وما إلى ذلك في البحر في أقصر مسافة

## ميناء الحبوب
تعتبر لوجستيات الحبوب واحدة من أكبر صناعات التطوير الرئيسية لميناء داندونغ، حيث يحتوي على 4 محطات حبوب مخصصة لاستيعاب 50.000 إلى 70.000 طن ورصيف واحد لوجستي للحبوب فقط، ويتمتع الميناء بطاقة تشغيلية سنوية تزيد عن 10 ملايين طن. في الوقت نفسه يحتوي 800000 طن من الصوامع وساحات تفكيك وتخزين الحبوب، بالإضافة إلى معدات إعادة تجميع الحبوب السائبة والمركبات الخاصة لنقل الحبوب السائبة. كما وتم التخطيط لحديقة لوجستية مخصصة للحبوب بمساحة 5 كيلومترات مربعة مع مليون طن من الصوامع وما زالت قيد الإنشاء.

## تطوير المرافق والانتاجية
اعتباراً من العام السابق، دخل ميناء داندونغ فترة تطوير فائقة السرعة ومشاريع لأكبر حجم بناء وحقق أفضل فوائد اقتصادية منذ افتتاح الميناء، وفي النصف الأول من العام بلغ إجمالي إنتاج ميناء داندونغ 20.4 مليون طن، بزيادة سنوية قدرها 28.5٪، وأكمل إنتاج الحاويات 130 ألف حاوية مكافئة، بزيادة سنوية قدرها 29٪. بلغت المؤشرات الاقتصادية الرئيسية ومعدلات النمو مثل الإنتاجية والدخل التشغيلي مستوى قياسيًا في ميناء داندونغ، في الوقت نفسه، فإن بناء ميناء داندونغ في تقدم كامل، باستثمارات بناء تبلغ 2 مليار يوان في النصف الأول من العام. من بينها، تم تشغيل ثلاثة أرصفة سعة 50000 طن في حوض ميناء مياوغو في أغسطس الماضي؛ كما وسيغلق حوض ميناء دادونغوغ رقم 1 سد الوعاء في مايو المقبل، وثلاثة أرصفة خام ونفط وشحنات سائبة تصل سعة كل منها حوالي 100000 طن.